# Rocaille

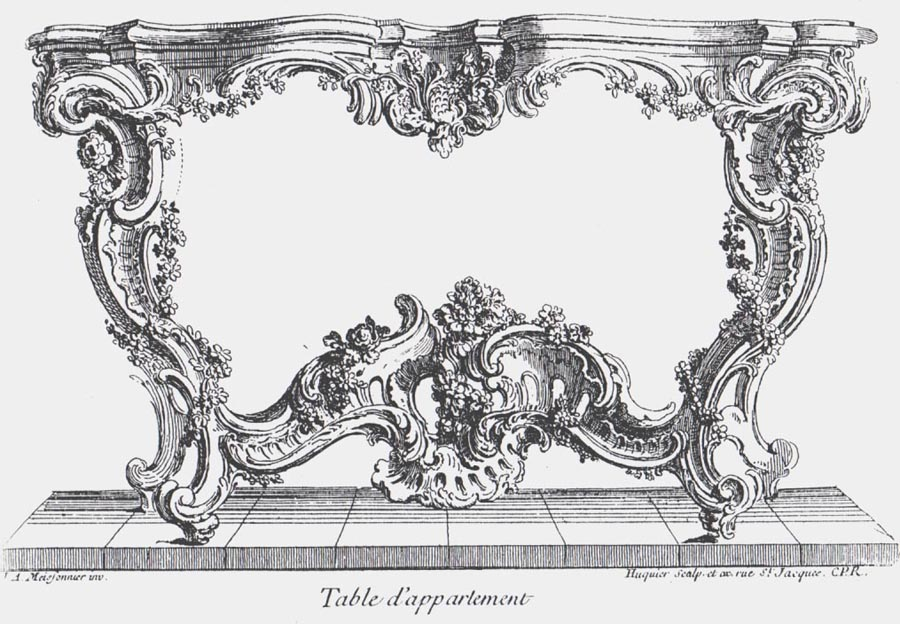
Projekt stolika zbudowanego z form rocaille'owych (Juste-Aurèle Meissonnier, ok. 1730)

Rocaille – motyw dekoracyjny w postaci ornamentu charakterystyczny dla zdobnictwa  architektury rokokowej. 
Pojawił się około 1730. Wyglądem naśladuje muszle (stąd zwany czasem ornamentem muszlowym), stylizowane małżowiny uszne lub florę morską. Około 1750 został wzbogacony kogucim grzebieniem, kształtem grzyw morskich fal. Stosowany był w dekoracjach architektonicznych, wystroju wnętrz, rzemiośle artystycznym.
Autorami wzorów wykorzystujących rocaille byli m.in. Gilles Marie Oppenordt i Juste-Aurèle Meissonnier.